# ملعب شارل أرمان
ملعب شارل أرمان هو ملعب متعدد الأغراض في نيس، فرنسا.

## التاريخ
افتتح الملعب في 2001.